# Тајмирски аутономни округ
Тајмирски (долгано-ненецки) аутономни округ (рус. Таймы́рский (Долга́но-Не́нецкий) автоно́мный о́круг) бивши је аутономни округ у саставу Краснојарског краја Руске Федерације. Са површином од 862.100 km2 и само 39.786 становника, спадао је у најмање насељене области Русије. У административном центру, Дудинки, живело је више од две трећине становника.
Након референдума одржаног 17. априла 2005, Тајмирија и Евенкија су припојене Краснојарској Покрајини као њени рејони. Ова одлука је ступила на снагу 1. јануара 2007.